# بريتا أندرسن
بريتا أندرسن (بالدنماركية: Britta Andersen)‏ هي لاعبة كرة الريشة دنماركية، ولدت في 19 ديسمبر 1979 في آرهوس في الدنمارك.

## وصلات خارجية
- بريتا أندرسن على موقع BWF.tournamentsoftware.com (الإنجليزية)
- بريتا أندرسن على موقع BWFbadminton.com (الإنجليزية)